# Пауль Ляйтнер
Пауль Ляйтнер (нім. Paul Leitner; 19 лютого 1888, Грефенгайн — 8 травня 1945, Ітцего) — німецький військовий ветеринар, доктор ветеринарії, генерал-майор ветеринарної служби вермахту (1 грудня 1941).

## Біографія
Учасник Першої світової війни. Після демобілізації армії залишений в рейхсвері. З 1932 року — головний ветеринар 14-го гірського полку, з 1937 року — 3-ї піхотної дивізії, з 20 лютого 1940 року — 3-го армійського корпусу. З 20 квітня 1941 року — головний ветеринарний офіцер при командувачі 103-ї тилової ділянки, з 5 липня 1941 року — групи армій «Південь». З 20 лютого 1942 року — головний ветеринар 3-ї танкової армії, з 25 травня 1943 року — 7-ї армії. В 1945 році відправлений в резерв 3-го військового округу і більше не отримав призначень.

## Нагороди
- Залізний хрест 2-го класу
- Хрест «За вірну службу» (Шаумбург-Ліппе)
- Почесний хрест ветерана війни з мечами (1934)
- Медаль «За вислугу років у Вермахті» 4-го, 3-го і 2-го класу (18 років; 2 жовтня 1936) — отримав 3 нагороди одночасно.
- Медаль «За Атлантичний вал»
- Хрест Воєнних заслуг 2-го і 1-го класу з мечами
- Медаль «За зимову кампанію на Сході 1941/42» (1942)